# Tigranes V
Tigranes V (em latim: Tigrānēs; em grego: Τιγράνης; romaniz.: Tigránēs; em armênio: Տիգրան; romaniz.: Tigran) foi um rei da Arménia, não dinástico e descendente de Herodes, o Grande.

## Nome
Tigranes (Tigrānēs; Τιγράνης, Tigránēs) é a forma latina e grega surgida do persa antigo *Tigrana (*Tigrāna) e do acadiano Tigranu (𒋾𒅅𒊏𒉡, Tīgranu). Hračʻya Ačaṙyan propôs que derivou por haplologia de *tigrarāna, supostamente significando "lutar com flechas" (cf. o persa antigo 𐎫𐎡𐎥𐎼𐎠𐎶, ⁠tigrām, “pontiagudo”, acusativo singular feminino), que Ačaṙyan entendeu que derivou do avéstico 𐬙𐬌𐬖𐬭𐬀 (tiγra, "flecha") e sânscrito तिग्म (tigmá, "pontiagudo") e do avéstico 𐬭𐬇𐬥𐬀 (rə̄na, "batalha, luta") e sânscrito रण (raṇa, "batalha")). Ele também comparou o grego antigo Tigrapates (Τιγραπάτης, Tigrapátēs, literalmente “mestre das flechas”) e, para a haplologia, o nome avéstico 𐬬𐬍𐬭𐬁𐬰 (vīrāz) de *vīra-rāz-. J̌ahukyan considerou a explicação improvável. É mais provável que decorra do iraniano antigo Tigrana (*Tigrāna-), uma formação patronímica com o sufixo *-āna- do nome *Tigra (*Tigrā-; lit. “delgado”), refletido no elamita Tigra (𒋾𒅅𒊏, Tīgra) e acadiano Tigra (𒋾𒅅𒊏𒀪, Tīgraʾ), da palavra discutida acima para "pontiagudo". O nome foi tardiamente registrado em armênio como Tigrã (Տիգրան, Tigran).

## Família
Ele era filho de Alexandre e seu avô materno era Arquelau, rei da Capadócia. O nome da sua mãe era Glafira, e ela teve três filhos com Alexandre, filho de Herodes; posteriormente, ela se casou com Juba II, rei da Numídia,  e com Arquelau, outro filho de Herodes. Alexandre, seu pai, era filho de Herodes, o Grande e Mariana.[carece de fontes?] Ele tinha um irmão de nome Alexandre, e, através deste irmão, um sobrinho de nome Tigranes.

## Precedentes: a situação da Armênia
Segundo o historiador arménio Vahan M. Kurkjian (1863 - 1961), ele foi rei no final da dinastia artaxíada.
A Arménia estava sob influência romana: dos seus antecessores, Tigranes III foi colocado no trono pelo general de Augusto, o futuro imperador Tibério; Tigranes IV, casado com sua meio-irmã Erato da Arménia e filho de Tigranes III, foi deposto por Augusto e substituído por seu primo Artavasdes III; após um período de desordem civil, Caio César, afilhado e herdeiro de Augusto, colocou o meda Ariobarzanes como rei; Ariobarzanes era rei da Média Atropatene, e filho de Artabazo. Após a morte deste por acidente, Augusto indicou seu filho, Artavasdes IV como rei.

## Reinado
Houve oposição local à dinastia de medos, e Artavazdes IV foi assassinado. Augusto então indicou como rei Tigranes V, descendente da linhagem real.

## Sucessores
Os nobres, porém, chamaram a rainha Erato (seu marido e irmão, Tigranes IV, havia sido morto, depois de deposto, durante a guerra civil), mas seu reinado foi curto. Este foi o fim da dinastia artaxíada de Artaxias I e Tigranes.
Findo o seu reinado deu-se início ao período de governo dividido entre os Romanos e os Partas, na pessoa de Ariobarzanes de Atropatene.
A Arménia permaneceu sem reis até 16 d.C., quando passou a reinar Artaxias III, nascido Zenão, filho da rainha Pitidoris do Ponto, cujo marido, Polemão, era um leal vassado de Roma.
Seu sobrinho, Tigranes VI, foi colocado no trono da Arménia por Nero.